# Cosmos 142
Cosmos 142 (en cirílico, Космос 142) fue un satélite artificial científico soviético perteneciente a la clase de satélites DS (de tipo DS-U2-I) y lanzado el 14 de febrero de 1967 mediante un cohete Cosmos-2I desde el cosmódromo de Plesetsk.

## Objetivos
La misión de Cosmos 142 consistió en realizar estudios sobre el efecto de la ionosfera en la transmisión de ondas de radio VLF.

## Características
El satélite tenía una masa de 315 kg) y fue inyectado inicialmente en una órbita con un perigeo de 214 km y un apogeo de 1362 km, con una inclinación orbital de 48,4 grados y un periodo de 100,3 minutos.
Cosmos 142 reentró en la atmósfera el 6 de julio de 1967.

## Resultados científicos
Aparte de obtener información sobre el modo en que la ionosfera afecta a las ondas VLF, los datos obtenidos por los instrumentos a bordo permitieron estimar la densidad de electrones en la ionosfera.